# جيري بلايني
جيري بلايني (بالإنجليزية: Jerry Blaine)‏ هو موسيقي أمريكي، ولد في 31 ديسمبر 1910، وتوفي في 14 مارس 1973.